# Aspidoproctus pallidus
Aspidoproctus pallidus är en insektsart som först beskrevs av Robert Newstead 1908.  Aspidoproctus pallidus ingår i släktet Aspidoproctus och familjen pärlsköldlöss.
Artens utbredningsområde är Kenya. Inga underarter finns listade i Catalogue of Life.